# يو إف سي 312
يو إف سي 312: دو بليسي ضد ستريكلاند 2 (بالإنجليزية: UFC 312: du Plessis vs Strickland 2) هو حدث لفنون القتال المختلطة نظمته يو إف سي، وأُقيم في 9 فبراير 2024، على ساحة بنك كودوس في سيدني، أستراليا.

## الخلفية
سيمثل هذا الحدث الزيارة السابعة للترويج إلى سيدني والأولى منذ حدث يو إف سي 293 في سبتمبر 2023.
من المقرر أن يُقام نزال العودة على لقب بطولة يو إف سي للوزن المتوسط بين البطل الحالي دريكوس دو بليسي (بطل مواجهة الفنون القتالية للوزن المتوسط السابق) والبطل السابق شون ستريكلاند في الحدث الرئيسي. التقى الثنائي سابقًا قبل عام واحد في UFC 297 حيث فاز دو بليسي باللقب بقرار القضاة المنقسم.
من المتوقع أن يكون نزال على لقب بطولة يو إف سي لوزن القشة للسيدات بين البطلة الحالية مرتين تشانغ ويلي والفائزة بالمقاتل النهائي: فريق جوانا ضد فريق كلوديا هي الحدث الرئيسي المشترك.
كان من المقرر إقامة نزال في الوزن خفيف الثقيل بين جيمي كروت ومارسين براشنيو في هذا الحدث. ومع ذلك، انسحب براتشنيو من النزال لأسباب غير معروفة وتم استبداله ببطل بطولة القتال التراثية لوزن خفيف الثقيل السابق رودولفو بيلاتو.
كان من المقرر أن يلتقي الفائز بوزن الذبابة في الطريق إلى يو إف سي الموسم 2 ري تسورويا وستيوارت نيكول في نزال لوزن الذبابة. ومع ذلك، اضطر نيكول إلى الانسحاب بسبب الإصابة وتم إلغاء النزال.
كان من المقرر أن تقام مباراة في وزن الديك بين الوافد الجديد ألكسندر توبوريا وكودي هادون في هذا الحدث. ومع ذلك، انسحب هادون من النزال بسبب إصابة في القدم وتم استبداله بالوافد الجديد كولبي ثيكنيس.
كان من المقرر إقامة نزال في وزن الذبابة بين بطل الطريق إلى يو إف سي الموسم 1، بارك هيون سونغ، ونيامجارغال تومينديمبيرل في الحدث. ومع ذلك، تم إلغاء النزال بسبب مشكلة في الوزن مع نيامجارغال.
خلال بث الحدث، أُعلن عن نزال لقب بطولة يو إف سي للوزن المتوسط المؤقت الذي أقيم في أبريل 2019 في حدث يو إف سي 236 بين إسرائيل أديسانيا (الذي سيصبح بطل الوزن المتوسط مرتين) وبطل المقاتل النهائي: نهائي فريق جونز ضد فريق سونين للوزن المتوسط كيلفن غاستلوم كان "جناح القتال" التالي الذي تم إدخاله إلى قاعة مشاهير يو إف سي خلال احتفالات أسبوع القتال الدولي في لاس فيغاس هذا الصيف. فاز أديسانيا باللقب المؤقت بقرار القضاة بالإجماع بعد نزال ذهابًا وإيابًا.

## بطاقة القتال
1. ↑  على لقب بطولة يو إف سي للوزن المتوسط.
2. ↑  على لقب بطولة يو إف سي لوزن القشة للسيدات.

## الجوائز الإضافية
حصل المقاتلون التاليون على مكافآت بقيمة 50 ألف دولار.
- قتال الليلة: رونغ تشو ضد كودي ستيل
- أداء الليلة: تاليسون تيكسيرا	 وكويلان سالكيلد